# Thailändische Badmintonmeisterschaft 1965
Die Thailändische Badmintonmeisterschaft 1965 fand in Bangkok statt. Es war die 14. Austragung der nationalen Meisterschaften von Thailand im Badminton.

## Titelträger
| Disziplin    | Sieger                                   |
| ------------ | ---------------------------------------- |
| Herreneinzel | Sangob Rattanusorn                       |
| Dameneinzel  | Boopha Kaenthong                         |
| Herrendoppel | Chavalert Chumkum Chuchart Vatanatham    |
| Damendoppel  | Pratuang Pattabongse Pachara Pattabongse |
| Mixed        | Raphi Kanchanaraphi Sumol Chanklum       |

Anmerkungen
Die genannten Quellen listen im Dameneinzel unterschiedliche Sieger. Das Handbook führt dort Sumol Chanklum als Meisterin.

## Referenzen
- Annual Handbook of the International Badminton Federation, London, 28. Auflage 1970, S. 297–298.
- badmintonthai.or.th (Memento vom 27. März 2009 im Internet Archive)